# ホアオ・グリマルド
- ジョアン・グリマルド

ホアオ・アルベルト・グリマルド・ウビディア (Joao Alberto Grimaldo Ubidia , 2003年2月20日 - )はペルー・リマ出身のサッカー選手。スポルティング・クリスタルに所属している。ポジションはFW。
日本のサッカーメディアではジョアン・グリマルドと紹介されることもある。

## クラブ経歴

### スポルティング・クリスタル
2016年にスポルティング・クリスタルのユースチームに入団すると、その才能が見込まれ、2020年2月にトップチームに昇格。11月29日のアカデミア・カントラオ戦でプロデビュー。2022年シーズンは素質が開花し、リーグ戦24試合4ゴールを記録。翌2023年シーズンも7ゴールを決めた。

## 代表経歴
2024年3月にペルー代表に初招集。23日のニカラグア戦で代表デビュー。更に開始2分で代表初ゴールも決め、2-0で代表デビュー戦勝利。6月にはコパ・アメリカ2024の代表に選出。同大会の注目の若手選手として紹介された。